# Saint-Pathus
Saint-Pathus település Franciaországban, Seine-et-Marne megyében. Lakosainak száma 6478 fő (2022. január 1.). Saint-Pathus Silly-le-Long, Lagny-le-Sec, Le Plessis-Belleville, Marchémoret és Oissery községekkel határos.

## Népesség
A település népessége az elmúlt években az alábbi módon változott:
| Lakosok száma | 5918 | 6007 | 6101 | 6055 | 6094 | 6110 | 6238 | 6358 | 6478 |
|               | 2013 | 2015 | 2016 | 2017 | 2018 | 2019 | 2020 | 2021 | 2022 |